# Yves Lacoste

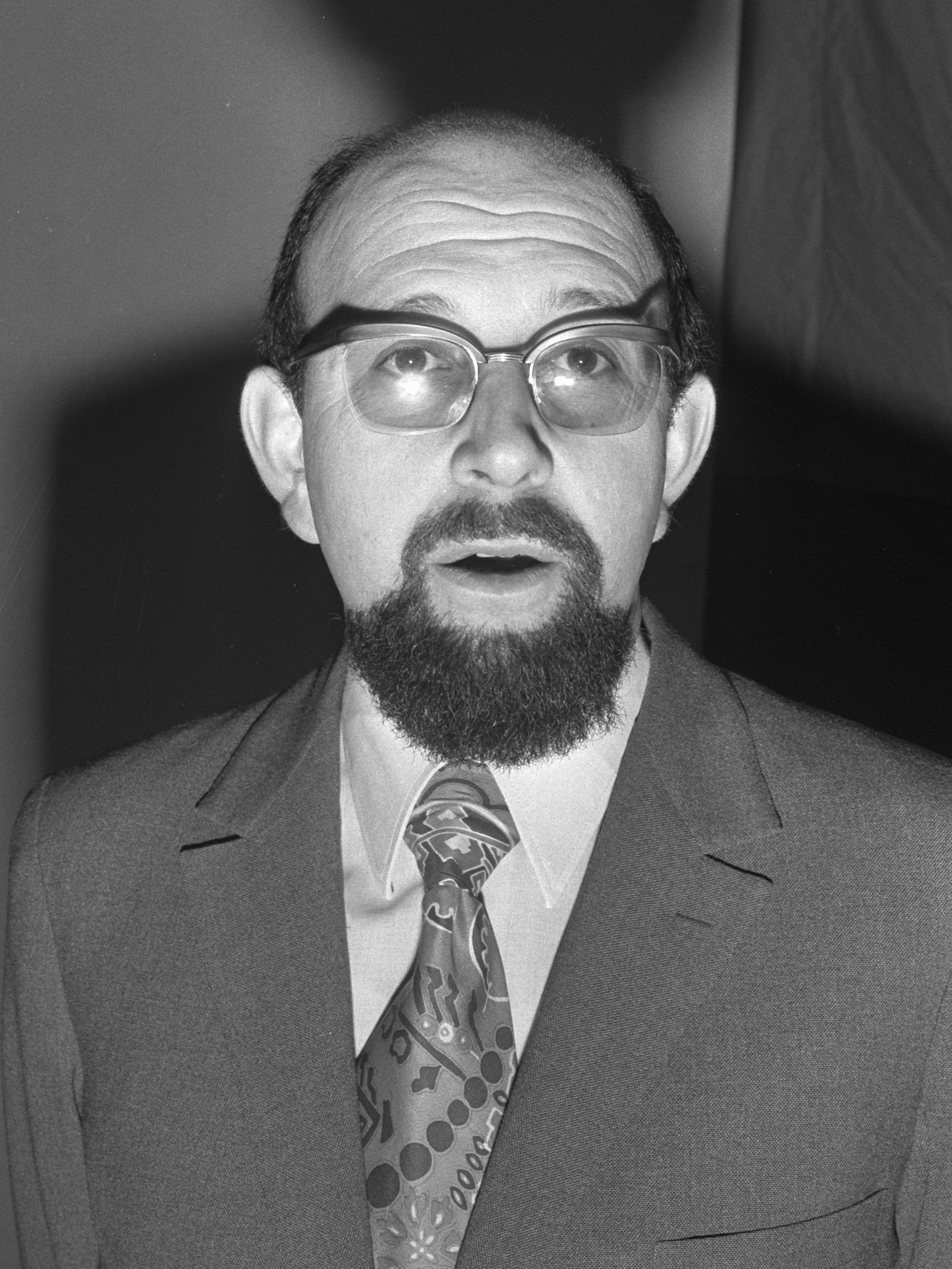
Yves Lacoste (1972)

Yves Lacoste (* 7. September 1929 in Fès, Französisch-Marokko) ist ein französischer Geograph und kritischer Theoretiker der Geopolitik.

## Leben
Lacoste war von 1952 bis 1955 Professor an der Universität Algier, setzte sich für die algerische Unabhängigkeit ein und wurde 1956 Mitglied der Parti communiste français. Seit 1969 lehrte er als Professor an der Universität Paris VIII und bemühte sich, ein kritisches Studium der Geopolitik in Frankreich zu etablieren. 1976 gründete er das Geopolitik-Magazin Hérodote, dessen Redaktionsdirektor er seither ist.

## Lacostes Verständnis von Geopolitik
Die Begründung der Geopolitik schreibt Lacoste jungen patriotischen deutschen Geographielehrern zu, die 1919 die universitäre Politische Geographie für ungeeignet hielten, „den Nachweis zu führen, daß die durch den Versailler Vertrag festgelegten Grenzen Deutschlands nicht nur ungerecht und absurd, sondern für die Zukunft Europas gefährlich waren.“ Die Geopolitik bot ihnen Antwort und galt damit als Opposition zur Politischen Geographie akademischen Typs. Entgegen anderslautenden Behauptungen sei Geopolitik immer noch keine Wissenschaft, sie lasse sich nicht von Strategie und Propaganda trennen.
Geopolitik berücksichtige Machtrivalitäten in dem Maße, wie diese territorial bedingt seinen. Das sei sehr häufig der Fall. Gemeint seien damit nicht nur zwischenstaatliche Rivalitäten. Lacoste unterscheidet zwischen äußerer Geopolitik und innerer Geopolitik.
Bei äußerer Geopolitik gehe es um
- die territoriale Ausdehnung von Staaten und von verschiedenen Völkern, was oft nicht übereinstimme
- die Festlegung von Grenzen nach sprachlichen Kriterien oder bestimmter Gegebenheiten des Bodenreliefs; tatsächlich verliefen Grenzen quer durch verschiedene Kulturräume, wie im Elsass oder im Baskenland
- die Territorialansprüche von Staaten auf Seegebiete außerhalb ihres Hoheitsbereichs
- die geographische Ausdehnung von politischen und religiösen Ideologien
- das Streben nach nationaler Unabhängigkeit von Völkern, die innerhalb eines großen Staatsverbandes leben
- den Zusammenschluss verschiedener Staaten zu übergeordneten politischen Gruppierungen, Beispiel NATO.

Bei innerer Geopolitik gehe es um
- Autonomie- und regionalistische Bewegungen
- lokale und regionale Kontraste der Wahlgeographie
- Probleme der Raumordnung, die sich aus speziellen Interessen von Politikern ergeben könnten.[5]

## Schriften (Auswahl)
- La Géographie, ça sert, d’abord, à faire la guerre. F. Maspero, Paris 1982, ISBN 2-7071-0815-4.
- Geographie und politisches Handeln. Perspektiven einer neuen Geopolitik. Wagenbach, Berlin 1990, ISBN 3-8031-5126-0
- Dictionnaire géopolitique des États. Flammarion, Paris 1994, ISBN 2-08-035104-4.
- Vive la Nation. Destin d’une idée géopolitique. Fayard, Paris 1998, ISBN 2-213-59613-1.
- Géopolitique. La longue histoire d’aujourd’hui. Larousse, Paris 2006, ISBN 2-03-505421-4.
- Géopolitique de la Méditerranée. A. Colin, Paris 2006, ISBN 2-200-26840-8.